# Türkiye 3. Futbol Ligi 1968/69
Die Türkiye 3. Futbol Ligi 1968/69 war die zweite Spielzeit der dritthöchsten türkischen Spielklasse im professionellen Männer-Fußball. Sie wurde am 6. Oktober 1968 mit dem 1. Spieltag begonnen und am 29. Juni 1969 mit dem 26. Spieltag abgeschlossen.
Die erst in der Vorsaison gegründete 3. Lig wurde in ihrer zweiten Saison erweitert, um die große Teilnahmenachfrage am türkischen Profifußball zu bewältigen. Die bisher eingleisige Liga mit 17 Mannschaften gespielte Liga wurde in eine zweigleisige Liga mit jeweils 14 Mannschaften erweitert. Die beiden Gruppen wurden dabei als Gruppe Rot und Gruppe Weiß bezeichnet. Beide Erstplatzierten stiegen zum Saisonende direkt in die 2. Lig auf, während beide letztplatzierten Mannschaften in die regionale Amateurliga abstiegen.
Hintergrund der Mannschaftserweiterung war folgender: In der Saison 1968/69 wurde die Liga als eingleisige Liga mit 17 Mannschaften gegründet. Hauptgrund für die Ligagründung war: Im Sommer 1959 wurde die erste landesweit ausgetragene professionelle Liga im türkischen Fußball, die Milli Lig, mit heutigem Namen die Süper Lig, eingeführt. In den ersten fünf Spielzeiten dieser Liga ergab sich das Bild, dass lediglich Mannschaften aus den drei Großstädten Istanbul, Ankara und Izmir am Spielgeschehen teilnahmen und die restlichen Provinzen der Türkei der Liga fernblieben. Lediglich Adana Demirspor aus der viertgrößten Stadt Adana schaffte es im Sommer 1960 in die Milli Lig, stieg aber bereits nach einer Saison wieder ab. Nach diesen Entwicklungen beschloss der türkische Fußballverband Anfang der 1960er Jahre ein Projekt zu starten, wodurch alle Provinzen der Türkei am Profifußballgeschehen teilhaben konnten. Zu diesem Zweck wurde landesweit den Gouverneuren und Notabeln aller Provinzen mitgeteilt, dass sie, falls nicht vorhanden, durch die Gründung eines konkurrenzfähigen Fußballvereins ihre Provinz in dieser Liga vertreten könnten. Dadurch wurden binnen weniger Jahre neue Vereine gegründet und die Teilnahme an der zum Sommer 1963 neu gegründeten zweithöchsten Liga, der 2. Lig, beantragt. So wurde die zweithöchste Spielklasse, die Türkiye 2. Futbol Ligi, mit der Spielzeit 1963/64 das erste Mal gestartet. Da die Provinzen die Vereinsgründung, die Erfüllung der Auflagen bzw. die Teilnahme unterschiedlich schnell beantragten, wurde die Liga in ihren ersten Spielzeiten wieder mit Mannschaften überwiegend aus den vier größten Städten Istanbul, Ankara, Izmir und Adana gespielt. Nur mit Çukurova İdman Yurdu und Bursaspor nahmen zwei Mannschaften aus anderen Provinzen am Spielgeschehen teil. In den nachfolgenden Spielzeiten war aber die Anfrage an der Ligateilnahme aus den übrigen Provinzen dermaßen groß, dass man beschloss zum Sommer 1967 eine dritthöchste türkische Profiliga einzuführen, die Türkiye 3. Futbol Ligi, um die große Vereinsanzahl zu bewältigen. Da die Nachfrage weiter stieg, wurde für die Saison 1968/69 eine weitere Erweiterung beschlossen.
Zu Saisonbeginn waren zu den von der vorherigen Saison verbleibenden 16 Mannschaften die sechs Absteiger aus der 2. Lig Petrol Ofisi SK, Altındağspor, Uşakspor, Kasımpaşa Istanbul, Malatyaspor, Taksim SK, die sechs Neulinge Rizespor, Amasyaspor, Diyarbakırspor, Sanayi Barbaros SK, Ispartaspor und Burdurspor hinzugekommen. Die Neulinge waren entweder aus den damals viertklassigen regionalen Amateurligen als Meister aufgenommen wurden oder hatten die Auflagen des türkischen Fußballverbandes erfüllt und durften in der neugeschaffenen Liga teilnehmen. 
Tarsus İdman Yurdu und Nazillispor erreichte die Meisterschaft der 3. Lig und damit den direkten Aufstieg in die 2. Lig. Beide Vereine schafften damit ihre erste Teilnahme an der 2. Lig. Altındağspor stieg als letzter der Gruppe Rot in die regionale Amateurliga ab. In der Gruppe Weiß wurde der Liganeuling Burdurspor Tabellenletzter. Da aber in dieser Gruppe der Vorletzte Davutpaşa SK seinen Rückzug aus der Liga für die kommende Saison erklärte, blieb Burdurspor in der Liga.

## Gruppe Rot (Kırmızı Grup)

### Abschlusstabelle
| Pl. | Verein                 | Sp. | S  | U  | N  | Tore    | Quote | Punkte |
| --- | ---------------------- | --- | -- | -- | -- | ------- | ----- | ------ |
| 1.  | Tarsus İdman Yurdu     | 26  | 14 | 9  | 3  | 042:180 | 2,33  | 37:15  |
| 2.  | MKE Kırıkkalespor      | 26  | 16 | 4  | 6  | 029:170 | 1,71  | 36:16  |
| 3.  | Rizespor (N)           | 26  | 15 | 7  | 4  | 038:160 | 2,38  | 37:15  |
| 4.  | Malatyaspor (A)        | 26  | 14 | 6  | 6  | 038:170 | 2,24  | 34:18  |
| 5.  | İskenderunspor         | 26  | 15 | 4  | 7  | 038:180 | 2,11  | 34:18  |
| 6.  | Hatayspor              | 26  | 10 | 9  | 7  | 028:260 | 1,08  | 29:23  |
| 7.  | Çorumspor              | 26  | 11 | 5  | 10 | 031:280 | 1,11  | 27:25  |
| 8.  | Amasyaspor (N)         | 26  | 9  | 8  | 9  | 033:290 | 1,14  | 26:26  |
| 9.  | Diyarbakırspor (N)     | 26  | 8  | 8  | 10 | 024:270 | 0,89  | 24:28  |
| 10. | Elazığspor             | 26  | 11 | 2  | 13 | 032:390 | 0,82  | 24:28  |
| 11. | Petrol Ofisi SK (A)    | 26  | 6  | 10 | 10 | 019:320 | 0,59  | 22:30  |
| 12. | Sanayi Barbaros SK (N) | 26  | 5  | 5  | 16 | 021:450 | 0,47  | 15:37  |
| 13. | Ceyhanspor             | 26  | 4  | 5  | 17 | 023:450 | 0,51  | 13:39  |
| 14. | Altındağspor (A)       | 26  | 1  | 5  | 20 | 009:480 | 0,19  | 07:45  |

Platzierungskriterien: 1. Punkte – 2. Torquotient
| (A) | Absteiger aus der 2. Lig 1967/68       |
| (N) | Neuling aus der regionalen Amateurliga |

## Gruppe Weiß (Beyaz Grup)

### Abschlusstabelle
| Pl. | Verein                 | Sp. | S  | U  | N  | Tore    | Quote | Punkte |
| --- | ---------------------- | --- | -- | -- | -- | ------- | ----- | ------ |
| 1.  | Nazillispor            | 26  | 17 | 7  | 2  | 035:700 | 5,00  | 41:11  |
| 2.  | Uşakspor (A)           | 26  | 18 | 3  | 5  | 036:100 | 3,60  | 39:13  |
| 3.  | Ispartaspor (N)        | 26  | 14 | 5  | 7  | 031:210 | 1,48  | 33:19  |
| 4.  | Tekirdağspor           | 26  | 10 | 9  | 7  | 025:170 | 1,47  | 29:23  |
| 5.  | Eskişehir Demirspor    | 26  | 8  | 12 | 6  | 019:160 | 1,19  | 28:24  |
| 6.  | Kasımpaşa Istanbul (A) | 26  | 9  | 9  | 8  | 020:160 | 1,25  | 27:25  |
| 7.  | Taksim SK (A)          | 26  | 8  | 11 | 7  | 026:250 | 1,04  | 27:25  |
| 8.  | Lüleburgazspor         | 26  | 8  | 11 | 7  | 021:240 | 0,88  | 27:25  |
| 9.  | Konya İdman Yurdu      | 26  | 7  | 8  | 11 | 020:220 | 0,91  | 22:30  |
| 10. | Muğlaspor              | 26  | 9  | 3  | 14 | 016:270 | 0,59  | 21:31  |
| 11. | Çanakkalespor          | 26  | 6  | 8  | 12 | 015:230 | 0,65  | 20:32  |
| 12. | Beyoğluspor            | 26  | 5  | 8  | 13 | 017:290 | 0,59  | 18:34  |
| 13. | Davutpaşa SK 1         | 26  | 3  | 11 | 12 | 009:220 | 0,41  | 17:35  |
| 14. | Burdurspor (N)         | 26  | 4  | 7  | 15 | 010:410 | 0,24  | 15:37  |

Platzierungskriterien: 1. Punkte – 2. Torquotient
| (A) | Absteiger aus der 2. Lig 1967/68       |
| (N) | Neuling aus der regionalen Amateurliga |